# Erika Morini
Pour les articles homonymes, voir Morini.
 (mars 2024).
Si vous disposez d'ouvrages ou d'articles de référence ou si vous connaissez des sites web de qualité traitant du thème abordé ici, merci de compléter l'article en donnant les références utiles à sa vérifiabilité et en les liant à la section « Notes et références ».
Erika Morini (Vienne, 5 janvier 1904 – New York, 31 octobre 1995) est une violoniste américaine, autrichienne de naissance.

## Biographie
Erika Morini naît dans une famille juive installée à Vienne. La mère d'Erika est Malka Morini née Weissmann et son père, Oscar Morini (à l'origine appelé Oser ou Ojser Morgenstern) sont tous deux natifs de Tchernivtsi en Bucovine, alors partie de l'Empire austro-hongrois. Les six frères et sœurs d'Erika sont tous artistes ou dans le domaine : sa sœur Alice Morini, pianiste avec qui elle joue en concert ; Stella est violoniste ; Haydee est danseuse ; Frank, marchand d'art ; Albert (né en 1902), pianiste et organisateur de concerts. Son cousin, Louis Morris (changé pour Ellis Island), est clarinettiste dans la troupe de John Philip Sousa entre 1907 et 1921.

### Études

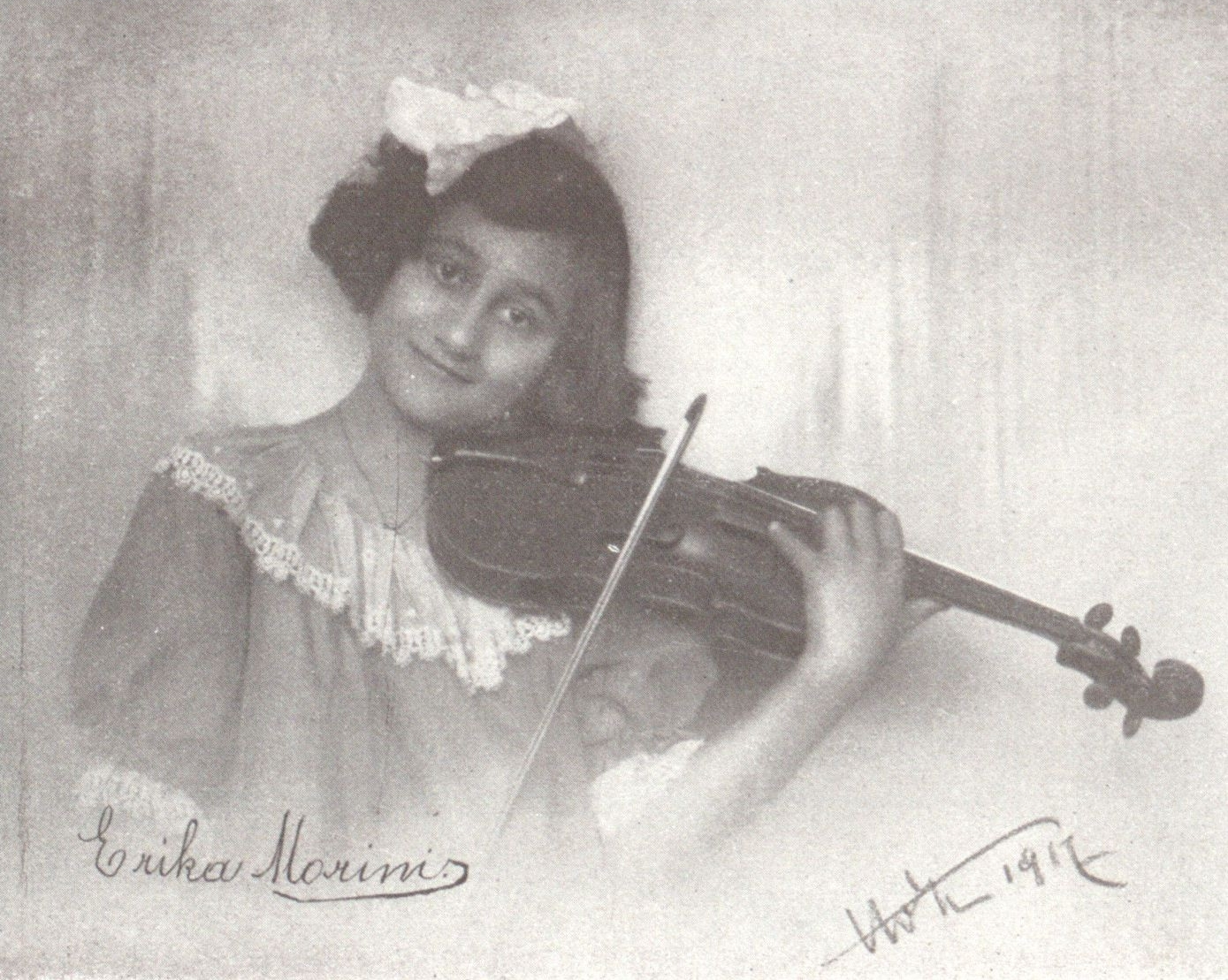
La jeune artiste, enfant prodige, en 1917.

Elle reçoit sa première éducation musicale de son père – qui est directeur de son école de musique dans la capitale impériale et élève de Jakob Grün et Joseph Joachim – dès que ses parents découvrent que, quand elle assiste aux leçons données par son père, elle peut chanter la bonne note et même la jouer sur le clavier du piano. Elle est un cas de remarquable précocité. À cinq ans, elle joue pour l'empereur François-Joseph, lors d'une fête et se fait offrir une poupée en récompense. Elle poursuit ses études avec Otakar Ševčík au conservatoire de Vienne dès ses huit ans – c'est la première femme à y étudier le violon – et en privé avec Jakob Grün, ainsi qu'avec Alma Rosé et Adolf Busch. Plus tard, elle dira « je suis un mélange… Mon bras droit inclinant vers Joachim et ma main gauche vers Ševčík » résumant son apprentissage technique avec ses principaux formateurs : son père et Ševčík.

### Débuts
Quand elle effectue ses premières prestations en 1916 à Vienne dans Mozart, puis avec l'Orchestre philharmonique de Berlin sous la direction d'Arthur Nikisch en 1918. Elle a décrit ce concert comme « l'expérience la plus importante de ma vie ». Les critiques ne font aucune remarque sur sa jeunesse, mais parlent d'elle comme la plus célèbre de la jeune génération de violonistes. Elle joue pour la première fois avec Wilhelm Furtwängler le 6 octobre 1927 et l'Orchestre du Gewandhaus de Leipzig, le Concerto pour violon de Tchaïkovski.

### Carrière
Lorsqu'elle donne ses premiers concerts américains, âgée de 17 ans, au Carnegie Hall de New York (26 janvier 1921) sous la direction d'Artur Bodanzky, il s'agit de l'une des sensations musicales de l'année, et dès lors, elle joue souvent aux États-Unis, tant en récital qu'avec les grands orchestres. Peu après son concert new-yorkais elle joue sur un violon Guadagnini qui lui est légué par la volonté testamentaire de Maud Powel. En mars 1921 Morini effectue son premier enregistrement pour le label Victor Talking Machine Company à Camden, New Jersey, accompagnée par sa sœur Alice au piano. Après trois années en Amérique, elle fait sa première tournée à Londres en 1923.
En 1924, le père d'Erika Morini achète pour sa fille le Stradivarius Davidoff-Morini,.
En 1932 elle épouse Felice Siracusano, un bijoutier italien. Après 1938, elle s'installe à New York et modifie son prénom pour Erica.
En septembre 1937, elle quitte Vienne pour Budapest, puis émigre aux États-Unis avec son mari et est naturalisée en 1943. Elle ne retourne en Autriche qu'en octobre 1949. Sur le navire qui traversait l'océan entre l'Europe et New York, Erika et son cousin Louis jouent ensemble violon et clarinette pour les passagers de première classe. En raison de leur popularité, ils ont été autorisés à y rester.
Elle enseigne en cours privés au Mannes College of Music de New York.
En 1951, Pablo Casals – qui l'avait entendue aux États-Unis lors de son séjour dans les années 1920 – l'invite au festival de Perpignan, où elle joue Mozart sous sa direction. Ensuite elle fonde un duo avec Rudolf Firkusny avec qui elle enregistre des sonates de Mozart, Beethoven, Brahms et Franck.
En 1962 elle s'associe à Isaac Stern, Zino Francescatti et Nathan Milstein pour un concert de célébration dédié à Fritz Kreisler, au Carnegie Hall. Morini prend sa retraite en 1976 et ne retouche jamais le violon.
Malade du coeur, Erika Morini est hospitalisée à la fin de l'année 1995. En octobre, le Stradivarius Davidoff-Morini ainsi que des peintures, des lettres, ses partitions avec doigtés et d'autres notes importantes sont volés dans son appartement de New York pendant cette hospitalisation. Ses proches ne la mettent pas au courant du vol. Elle meurt quelques jours plus tard à la fin du mois,.
Erika Morini était la dernière artiste vivante ayant enregistré pour le label Red Seal de la firme Victor Talking Machine Company. Quatre mois après sa mort, le journal The Strad la décrit comme « la violoniste femme la plus envoûtante de ce siècle ».
Elle est particulièrement admirée pour ses interprétations du répertoire, et tout spécialement les concertos de Louis Spohr, dont elle a contribué à la popularité. Elle a également joué et enregistré les grands concertos de Mozart, Beethoven, Brahms et Tchaikovsky.
Erika Morini a été honorée par nombre de prix et récompenses. Elle a été faite docteur honoris causa du Smith College, Massachusetts, en 1955, et du New England Conservatory of Music de Boston, en 1963. La ville de New York l'a honorée pour toute sa carrière, par une médaille d'or en 1976. Malgré le respect dans lequel elle a été tenu, Erika Morini est aujourd'hui largement oubliée.
Une pièce de théâtre sur Erika Morini, The Morini Strad, du dramaturge américain Willy Holtzman, a été donnée en première mondiale off-Broadway, au  59E59 Theaters, avec dans le rôle-titre, Mary Beth Peil.

## Instruments
Erika Morini possédait et a joué sur le Stradivarius Davidoff-Morini (1727) que son père lui avait offert en 1924,.
La violoniste possédait et jouait également sur un Guadagnini. Ce violon appartenait auparavant à la violoniste américaine Maud Powell. À sa mort en 1920, cette dernière indique par volonté testamentaire que l'instrument doit être légué « à la prochaine grande femme violoniste ». Erika Morini est la personne choisie.

## Discographie
Erika Morini laisse une centaine d'œuvres enregistrées. « Son jeu à la fois souple et ardent, brillant mais toujours chantant et habité d'une forte personnalité faisait l'admiration de ses collègues les plus éminents, que ce soit Kreisler, Heifetz ou Milstein. »

### Concertos
- Bach, Concertos pour 2 violons, Bwv 1037 et 1043 ; Vivaldi, Concerto pour 2 violons op. 3 no 11 RV 565 - Nathan Milstein, violon (26–28 mars 1964, EMI)
- Bruch, Concerto pour violon no 1, op.26 - Orchestre symphonique de la radio de Berlin, dir. Ferenc Fricsay (1960, Deutsche Grammophon)
- Brahms, Concerto pour violon, op. 77 - Orchestre philharmonique de Londres, dir. Artur Rodzinski (1956, Wesminster)
- Spohr, Concerto pour violon no 9, op. 55 ; Bruch, Concerto pour violon no 2 ; Wieniawski, Concerto pour violon no 2 - Musica Aeterna Orchestra, dir. Frederic Waldman (concerts 1963–1968, Arbiter 106)[9],[10]
- Mozart, Concertos pour violon nos 4 et 5 (Arbiter)[11]
- Mozart, Concertos pour violon no 5 - Orchestre du festival de Perpignan, dir. Pablo Casals (13 juillet 1951, Sony SMK 58983)
- Tchaikovski, Concerto pour violon, op. 35 (concerts 1921–1940, Doremi)
- Tchaikovski, Concert Berlin 1952, Concerto pour violon, op. 35, Tartini, Vivaldi, Kreisler, Wieniawski - dir. Ferenc Fricsay, Michael Raucheisen, piano (Audite)
- Tchaikovski, Concerto pour violon, op. 35° ; Brahms, Concerto pour violon - Orchestre national, Jascha Horenstein° ; New York Philharmonic, George Szell (concerts 19 décembre 1957° et 14 décembre 1952, Music & Arts CD-1116)

### Musique de chanbre
- Franck, Mozart, Sonates pour violon (K. 481) - Rudolf Firkusny, piano (1960, Decca)
- En concert avec Zino Francescatti Pommers et Waldmann (Arbiter CD 128)